# Christoffer Brännberger
Christoffer Johan Wolfgang Brännberger, född 29 december 1990 i Farsta, är en svensk handbollsspelare (mittsexa/försvarare).

## Karriär
Brännberger gjorde 2011/2012 sin första säsong i Elitserien för IFK Tumba, efter att laget gått upp från Allsvenskan föregående säsong. Han kom till Tumba från Skånela IF 2009. Han lämnade IFK Tumba för Skånela IF som tog sig till elitserien 2012. Klubben sejour där blev bara ett år och då lämnade Brännberger klubben för spel i norska IL Runar.
Efter ett år i Runar bytte han till Haslum HK också i Norge. Där fick han spela i Europacuperna. 2015 fick han kontrakt med den schweiziska toppklubben Kadetten Schaffhausen. Med Kadetten tog han sina första ligatitlar. Efter tre år i klubben återvände han till Sverige och tog direkt sitt första SM-guld med IK Sävehof, 2019. Två år senare upprepade de bedriften, 2021. Efter säsongen skrev Brännberger på för Önnereds HK.

## Meriter
- Schweizisk mästare två gånger (2016 och 2017) med Kadetten Schaffhausen
- Svensk mästare två gånger (2019 och 2021) med IK Sävehof
- Schweizisk cupmästare 2016 med Kadetten Schaffhausen